# Kvenština
Kvenština (kv. kvääni , kainun kieli) neboli kvenská finština je ugrofinský jazyk, jímž mluví Kvenové v severním Norsku, konkrétně ve Finnmarce a Troms. Vzhledem k politickým a historickým důvodům obdržela v roce 2005 status menšinového jazyka v rámci Evropské charty jazyků, což umožnilo studium kvenštiny na univerzitě v Tromsø od roku 2006. Přesto je však vnímán jako vzájemně srozumitelný dialekt finštiny a je seskupena do peräpohjolských nářečí společně s meänkieli (tornedalská finština), jíž se mluví v Tornském údolí ve Švédsku. Má k ní blíže než ke standardní finštině.
Kvenština obsahuje mnoho slov přejatých z norštiny, např. tyskäläinen (od norského "tysk") na rozdíl od finského saksalainen - Němec. Používá také některá stará finská slova, která se ve Finsku už nepoužívají.

## Etymologie
Norové v Norsku nazývali mluvenou finštinu jménem kvænsk språk. Kvenský badatel Terje Aronsen v roce 1984 shledal, že mluvený jazyk Kvenů se od standardní finštiny liší. To je důvod, proč tento jazyk pojmenoval kvääni kieli neboli kveeni (kvenština).

## Příklady

### Číslovky
| Kvensky   | Česky |
| yks       | jeden |
| kaks      | dva   |
| kolme     | tři   |
| nelje     | čtyři |
| viis      | pět   |
| kuus      | šest  |
| seittemen | sedm  |
| kahđeksen | osm   |
| yhđeksen  | devět |
| kymmenen  | deset |

## Vzorový text
| Kvenština                                     |  | Standardní finština                              |  | Čeština                                           |
| --------------------------------------------- |  | ------------------------------------------------ |  | ------------------------------------------------- |
| Kvääninkieli oon se kieli mitä kväänit        |  | Kveenin kieli on se kieli, jota kveenit          |  | Kvenský jazyk je jazyk, kterým Kvenové            |
| oon puhuhneet ja vielä tääpänäki puhhuuvat,   |  | ovat puhuneet ja vielä tänä päivänäkin puhuvat,  |  | mluvili a ještě stále v dnešní době mluví,        |
| ja mikä oon säilyny ruottalaistumisen         |  | ja joka on säilynyt ruotsalaistumisen            |  | a který přežívá pošvédšťování                     |
| ja norjalaistumisen läpi minuriteettikielenä. |  | ja norjalaistumisen läpi vähemmistökielenä.      |  | a ponoršťování jako minoritní jazyk.              |
| Minun mielestä Torniolakson "meiän kieliki"   |  | Minun mielestäni Torniolaakson "meidän kielikin" |  | Dle mého názoru je i "náš jazyk"* Tornského údolí |
| oon vanhaa kvääninkieli tahi vanhaala         |  | on vanhaa kveenin kieltä tai vanhalla            |  | stará kvenština, neboli v našem                   |
| meiđän kielelä kaihnuunkieli.                 |  | meidän kielellämme kainun kieltä.                |  | starém jazyce, jazyk kainu.                       |

- "náš jazyk" je doslovné označení pro meänkieli (meän - náš, kieli - jazyk)

Otče náš (modlitba Páně):
Faari mean oon taivhaissa!
Pyhä olkhoon nimetsi.
Tulkhoon sun riikkitsi.
Tapahtukhoon sun tahtotsi.
Myöski maan päälä niin ko taivhaasaa.
Anna meile tääpänä Meän joka päiväinen leipäma.
Ja anna meile mean syntimä antheeksi, Niin ko met
antheeksi annama niile, Jokka oon meitä vasthaan
riikkonheet. Älä saata meitä kiuksauksheen,
Tyha päästä met pahasta, Ko sun oon riiki,
Ja voima ja kunnia aina oon sun. Aamen.

### Všeobecná deklarace lidských práv
| kvensky | Kaikki ihmiset synnythään vaphaina, ja heilä kaikila oon sama ihmisarvo ja samat ihmisoikkeuet. Het oon saanheet järjen ja omatunnon, ja het piethään elläät toinen toisen kans niin ko veljet keskenhään. |
| česky   | Všichni lidé se rodí svobodní a sobě rovní co do důstojnosti a práv. Jsou nadáni rozumem a svědomím a mají spolu jednat v duchu bratrství.                                                                 |